# Mellen (Lenzen)
Mellen ist ein bewohnter Gemeindeteil der Stadt Lenzen (Elbe) des Amtes Lenzen-Elbtalaue im Landkreis Prignitz in Brandenburg.

## Geografie
Der Ort liegt zehn Kilometer nordöstlich von Lenzen (Elbe). Die Nachbarorte sind Seetz im Nordosten, Dargardt im Osten, Gosedahl und Boberow im Südosten, Rambow und Bochin im Südwesten, Zuggelrade im Westen sowie Steesow und Deibow im Nordwesten.

## Geschichte
Zum 26. Oktober 2003 wurde die damalige Gemeinde Mellen in die Stadt Lenzen (Elbe) eingemeindet und dort zu einem bewohnten Gemeindeteil.

## Kultur und Sehenswürdigkeiten

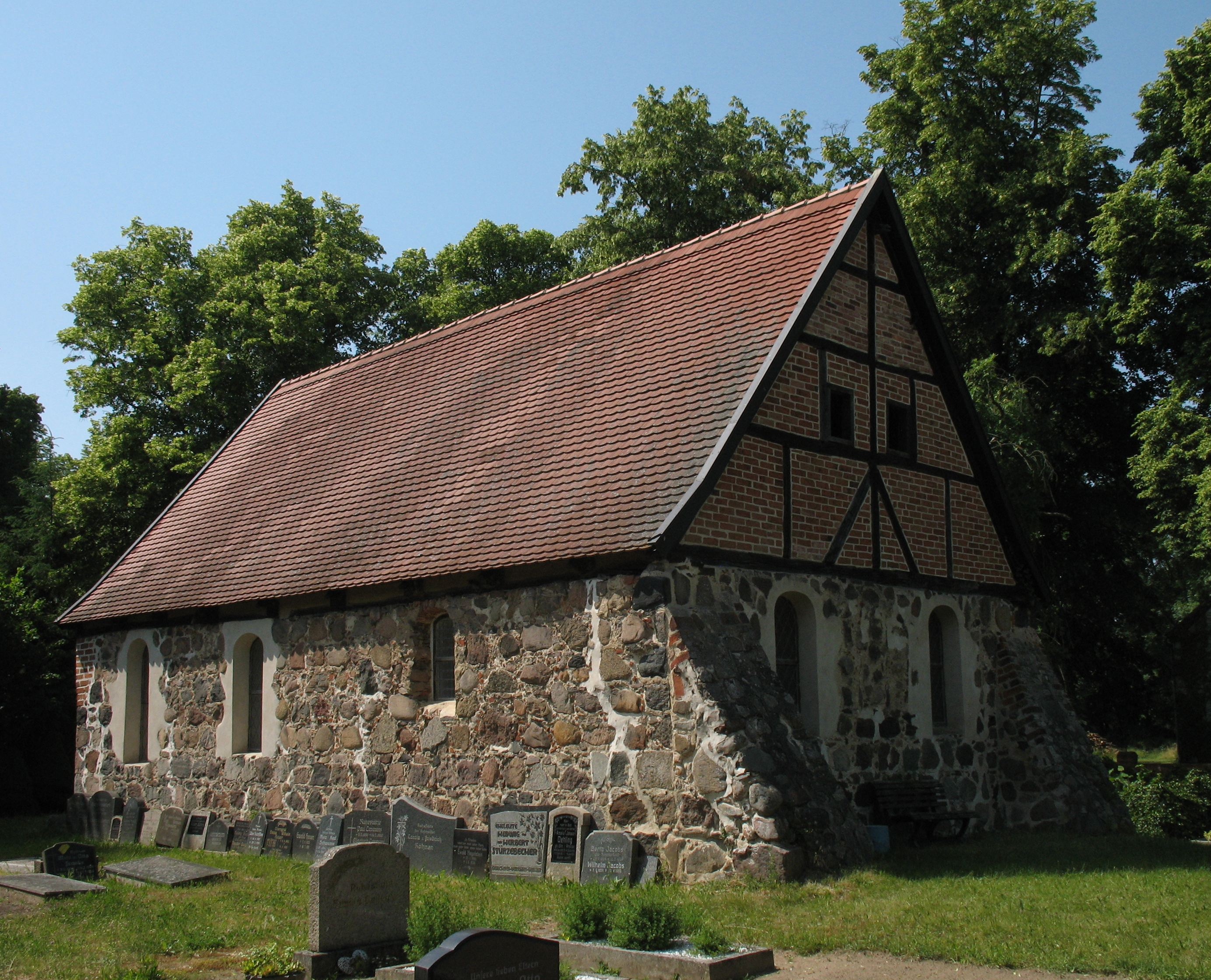
Dorfkirche

Am östlichen Ortsrand und südlich der Landesstraße 13 in Richtung Karstädt liegt das zwischen 3500 und 2800 v. Chr. als Megalithanlage entstandene Großsteingrab Mellen.
Die Dorfkirche Mellen befindet sich an der Südseite der Warnower Straße in der Ortsmitte und wurde in die Denkmalliste des Landes Brandenburg aufgenommen.